# Indianapolis 500 2007

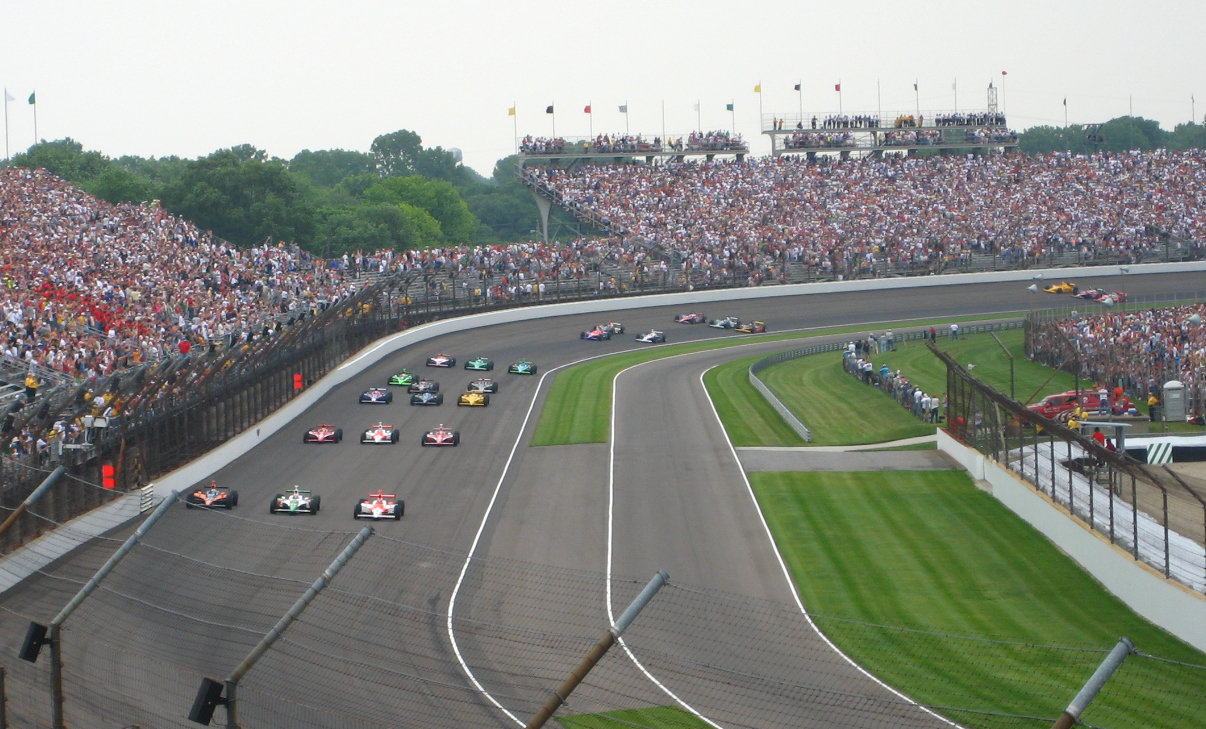
Kurz vor dem Start zum Indy 500 im Jahr 2007.

Das 91. Indianapolis 500 (offiziell 91th Running of the Indianapolis 500) auf dem Indianapolis Motor Speedway fand am 27. Mai 2007 statt und ging über eine Distanz von 200 Runden à 4,023 km, was einer Gesamtdistanz von 804,672 km entspricht.

## Bericht
Als das Fahrerfeld zu den Formationsrunden losfuhr, blieb Helio Castroneves zuerst stehen. Es gelang das Auto zu starten und Castroneves konnte sich noch vor dem Start auf seiner Pole-Position platzieren. Kurz nach dem Start ging Tony Kanaan in Führung. Die erste Gelbphase folgte in der 11. Runde, als John Andretti einen Rückspiegel verlor und dieser auf der Strecke liegen blieb. Als das Rennen wieder aufgenommen wurde, übernahmen Castroneves vor Kanaan, Marco Andretti und Scott Dixon die Spitze. Roberto Moreno sorgte für die zweite Gelbphase, als er in Kurve 1 heftig an die Außenmauer prallte. In der 74. Runde übernahm Dario Franchitti zum ersten Mal die Führung und er blieb bis zu seinem Boxenstopp in der 89. Runde an der Spitze. Kanaan übernahm wieder die Führung vor Marco Andretti. In der 99. Runde prallte John Andretti in die Mauer und löste damit eine weitere Neutralisation des Rennens aus. Beim Restart war Marco Andretti ganz vorne, musste sich aber von Kanaan überholen lassen. Gleich darauf folgte die nächste Gelbphase, weil Phil Giebler die Mauer touchierte. Während diesen Aufräumarbeiten begann es stark zu regnen und das Rennen wurde mit der roten Flagge unterbrochen. Zum Zeitpunkt des Abbruchs waren 113 Runden absolviert. Nach fast drei Stunden Wartezeit hörte der Regen auf und die Strecke trocknete ab. Kurz nach 18:00 Uhr Ortszeit stellten sich die Fahrer in der Box für den Neustart auf. Kanaan blieb vorne als die grünen Flaggen geschwenkt wurden, während der zweitplatzierte Marco Andretti von Danica Patrick überholt wurde. Nach 30 Runden begann die nächste Boxenstopp-Serie, was Jaques Lazier einige Führungsrunden einbrachte. Danach führte wieder Kanaan vor Sam Hornish Jr. das Klassement an. In der 151. Runde rutschte Marty Roth in die Außenmauer. Nun überschlugen sich die Ereignisse. Während die Spitze in der anschließenden Gelbphase zum Boxenstopp fuhren, blieben mehrere Fahrer auf der Strecke. Da der Himmel über dem Motorspeedway wieder begann abzudunkeln, spekulierten unter anderen auch Franchitti und Dixon mit weiterem Regen. In der 156. Runde verschätzte sich Kanaan und fuhr Lazier ins Heck. Dieser landete daraufhin in der Mauer und Kanaan drehte sich, er musste wegen eines Reifenschadens zur Box. Nach dieser Gelbphase blieb Franchitti vorne, mittlerweile waren 163 Runden gefahren. Doch lange blieb es nicht grün, Marco Andretti, Dan Wheldon und Buddy Rice kollidierten. Bevor die Aufräumarbeiten abgeschlossen werden konnten, kam der große Sturm mit viel Regen. Das Rennen wurde beendet nach 166 Runden und Franchitti als Sieger erklärt.

## Startaufstellung
| Reihe | Nr. | Innen             | Nr. | Mitte            | Nr. | Außen            |
| ----- | --- | ----------------- | --- | ---------------- | --- | ---------------- |
| 1     | 3   | Hélio Castroneves | 11  | Tony Kanaan      | 27  | Dario Franchitti |
| 2     | 9   | Scott Dixon       | 6   | Sam Hornish Jr.  | 10  | Dan Wheldon      |
| 3     | 12  | Ryan Briscoe      | 7   | Danica Patrick   | 26  | Marco Andretti   |
| 4     | 2   | Tomas Scheckter   | 39  | Michael Andretti | 8   | Scott Sharp      |
| 5     | 17  | Jeff Simmons      | 20  | Ed Carpenter     | 14  | Darren Manning   |
| 6     | 15  | Buddy Rice        | 55  | Kosuke Matsuura  | 22  | A. J. Foyt IV    |
| 7     | 4   | Vítor Meira       | 02  | Davey Hamilton   | 5   | Sarah Fisher     |
| 8     | 99  | Buddy Lazier      | 24  | Roger Yasukawa   | 33  | John Andretti    |
| 9     | 50  | Al Unser Jr.      | 98  | Alex Barron      | 19  | Jon Herb         |
| 10    | 21  | Jaques Lazier     | 23  | Milka Duno       | 25  | Marty Roth       |
| 11    | 77  | Roberto Moreno    | 91  | Richie Hearn     | 31  | Phil Giebler     |

## Klassifikationen

### Endresultat

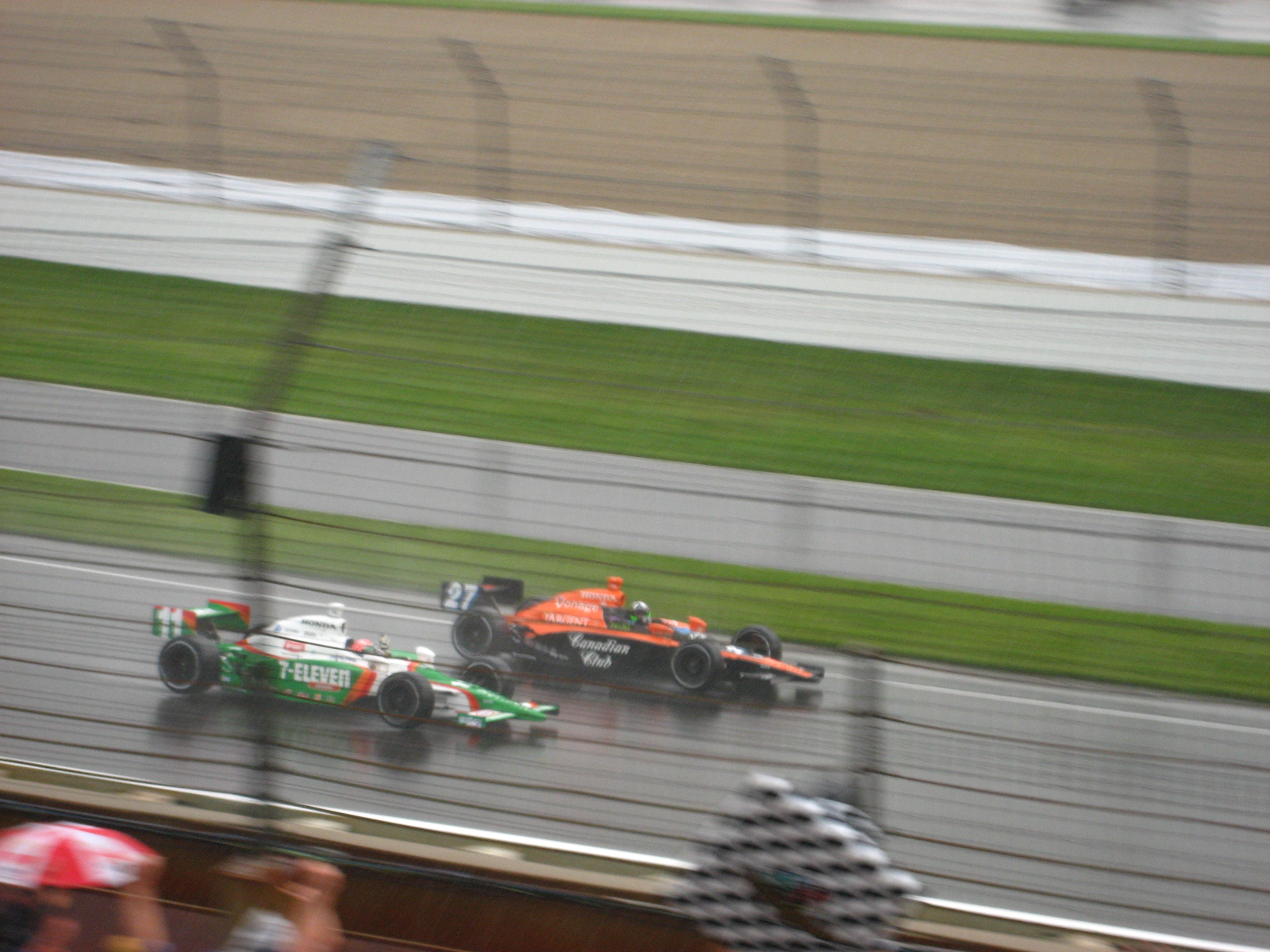
Kanaan gratulierte Franchitti (27) in der Auslaufrunde zum Sieg.

| Pos. | Nr. | Fahrer                | Team                                  | Chassis | Runden | Zeit/Rückstand | Start |
| ---- | --- | --------------------- | ------------------------------------- | ------- | ------ | -------------- | ----- |
| 1    | 27  | Dario Franchitti      | Andretti Green Racing                 | Dallara | 166    | 2:44:03.5608   | 3     |
| 2    | 9   | Scott Dixon           | Chip Ganassi Racing                   | Dallara | 166    | 0.3610         | 4     |
| 3    | 3   | Hélio Castroneves (W) | Team Penske                           | Dallara | 166    | 1.8485         | 1     |
| 4    | 6   | Sam Hornish Jr. (W)   | Team Penske                           | Dallara | 166    | 4.6324         | 5     |
| 5    | 12  | Ryan Briscoe          | Luczo-Dragon Racing                   | Dallara | 166    | 5.2109         | 7     |
| 6    | 8   | Scott Sharp           | Rahal Letterman                       | Dallara | 166    | 9.3470         | 12    |
| 7    | 2   | Tomas Scheckter       | Vision Racing                         | Dallara | 166    | 11.3823        | 10    |
| 8    | 7   | Danica Patrick        | Andretti Green Racing                 | Dallara | 166    | 12.1789        | 8     |
| 9    | 02  | Davey Hamilton        | Vision Racing                         | Dallara | 166    | 15.4116        | 20    |
| 10   | 4   | Vítor Meira           | Panther Racing                        | Dallara | 166    | 17.6991        | 19    |
| 11   | 17  | Jeff Simmons          | Rahal Letterman                       | Dallara | 166    | 19.7119        | 13    |
| 12   | 11  | Tony Kanaan           | Andretti Green Racing                 | Dallara | 166    | 21.4339        | 2     |
| 13   | 39  | Michael Andretti      | Andretti Green Racing                 | Dallara | 166    | 35.1235        | 11    |
| 14   | 22  | A. J. Foyt IV         | Vision Racing                         | Dallara | 165    | 1 Rd.          | 18    |
| 15   | 98  | Alex Barron           | CURB/Agajanian/Beck Motorsports       | Dallara | 165    | 1 Rd.          | 26    |
| 16   | 55  | Kosuke Matsuura       | Panther Racing                        | Dallara | 165    | 1 Rd.          | 17    |
| 17   | 20  | Ed Carpenter          | Vision Racing                         | Dallara | 164    | 1 Rd.          | 14    |
| 18   | 5   | Sarah Fisher          | Dreyer & Reinbold Racing              | Dallara | 164    | 2 Rd.          | 21    |
| 19   | 99  | Buddy Lazier (W)      | Sam Schmidt Motorsports               | Dallara | 164    | 2 Rd.          | 22    |
| 20   | 14  | Darren Manning        | A. J. Foyt Racing                     | Dallara | 164    | 2 Rd.          | 15    |
| 21   | 24  | Roger Yasukawa        | Dreyer & Reinbold Racing              | Dallara | 164    | 2 Rd.          | 23    |
| 22   | 10  | Dan Wheldon (W)       | Chip Ganassi Racing                   | Dallara | 163    | Unfall         | 6     |
| 23   | 91  | Richie Hearn          | Hemelgarn Racing/Racing Professionals | Dallara | 163    | 3 Rd.          | 32    |
| 24   | 26  | Marco Andretti        | Andretti Green Racing                 | Dallara | 162    | Unfall         | 9     |
| 25   | 15  | Buddy Rice (W)        | Dreyer & Reinbold Racing              | Dallara | 162    | Unfall         | 16    |
| 26   | 50  | Al Unser Jr. (W)      | A. J. Foyt Racing                     | Dallara | 161    | 5 Rd.          | 25    |
| 27   | 21  | Jaques Lazier         | Playa Del Racing                      | Panoz   | 155    | Unfall         | 28    |
| 28   | 25  | Marty Roth            | Roth Racing                           | Dallara | 148    | Unfall         | 30    |
| 29   | 31  | Philip Giebler (R)    | Playa Del Racing                      | Panoz   | 106    | Unfall         | 33    |
| 30   | 33  | John Andretti         | Panther Racing                        | Dallara | 95     | Unfall         | 24    |
| 31   | 23  | Milka Duno (R)        | SAMAX Motorsport                      | Dallara | 65     | Unfall         | 29    |
| 32   | 19  | Jon Herb              | Racing Professionals                  | Dallara | 51     | Unfall         | 27    |
| 33   | 77  | Roberto Moreno        | Chastain Motorsports                  | Panoz   | 36     | Unfall         | 31    |

(R)=Rookie / (W)=früherer Gewinner / Reifen: alle mit Firestone / Motor: alle mit Honda / Gelbphasen: 11 für 55 Runden

## Führungsrunden
| Fahrer            | Team                  | Anzahl |
| ----------------- | --------------------- | ------ |
| Tony Kanaan       | Andretti Green Racing | 83     |
| Dario Franchitti  | Andretti Green Racing | 34     |
| Hélio Castroneves | Team Penske           | 19     |
| Marco Andretti    | Andretti Green Racing | 13     |
| Scott Dixon       | Chip Ganassi Racing   | 11     |
| Sam Hornish Jr.   | Team Penske           | 2      |
| Jaques Lazier     | Playa Del Racing      | 2      |
| Michael Andretti  | Andretti Green Racing | 1      |
| Jeff Simmons      | Rahal Letterman       | 1      |